# Schmitten (Neunkirchen-Seelscheid)
Schmitten ist ein Ortsteil von Seelscheid in der Gemeinde Neunkirchen-Seelscheid im nordrhein-westfälischen Rhein-Sieg-Kreis.

## Geographische Lage
Schmitten liegt nördlich von Berg Seelscheid zwischen Wenigerbachtal und Frauenstraße. Nördlich liegen das Naafbachtal, östlich die Ortsteile Driesch, Leienhof und Eich.

## Geschichte
1830 hatte Schmitten 94 Einwohner und war damals die größte Ansiedlung in der Gemeinde. 1845 hatte der Weiler 33 katholische und 53 evangelische Einwohner (86) in 18 Häusern. Zusätzlich wurde ein Oberschmitten verzeichnet mit 21 evangelischen Einwohnern in drei Häusern. Zusammen waren beide ebenfalls größter Ort. Auch 1888 war Schmitten größter Ort, es gab 99 Bewohner in 25 Häusern, Oberschmitten wurde nicht mehr gesondert erwähnt.
Die Siedlung gehörte bis 1969 zur Gemeinde Seelscheid.